# Норвегія на зимових Олімпійських іграх 1968
Норвегія на зимових Олімпійських іграх 1968 року, які проходили у французькому місті Гренобль, була представлена 65 спортсменами (54 чоловіками та 11 жінками) у 8 видах спорту. Прапороносцем на церемоніях відкриття та закриття Олімпійських ігор був стрибун з трампліна Бйорн Віркола.
Норвезькі спортсмени вибороли 14 медалей, з них 6 золотих, 6 срібних та 2 бронзових. Олімпійська збірна Норвегії зайняла перше загальнокомандне місце.

## Медалісти
| Медаль | Призери                                                    | Вид спорту          | Дисципліна                     |
| ------ | ---------------------------------------------------------- | ------------------- | ------------------------------ |
| Золото | Магнар Солберг                                             | Біатлон             | 20 км (чоловіки)               |
| Золото | Гаральд Гроннінген                                         | Лижні гонки         | 15 км (чоловіки)               |
| Золото | Уле Еллефсетер                                             | Лижні гонки         | 50 км (чоловіки)               |
| Золото | Одд Мартінсен Пол Тюлдум Гаральд Гроннінген Уле Еллефсетер | Лижні гонки         | 4 × 10 км естафета             |
| Золото | Баббен Енгер Дамон Інгер Ауфлес Беріт Мордре Ламмедаль     | Лижні гонки         | 3 x 5 км естафета (жінки)      |
| Золото | Фред Антон Маєр                                            | Ковзанярський спорт | 5000 м (чоловіки)              |
| Срібло | Ола Вергауг Олав Йордет Магнар Солберг Йон Істад           | Біатлон             | 4 x 7.5 км естафета (чоловіки) |
| Срібло | Одд Мартінсен                                              | Лижні гонки         | 30 км (чоловіки)               |
| Срібло | Беріт Мордре Ламмедаль                                     | Лижні гонки         | 10 км (жінки)                  |
| Срібло | Магне Томассен                                             | Ковзанярський спорт | 500 м (чоловіки)               |
| Срібло | Івар Еріксен                                               | Ковзанярський спорт | 1500 м (чоловіки)              |
| Срібло | Фред Антон Маєр                                            | Ковзанярський спорт | 10,000 м (чоловіки)            |
| Бронза | Інгер Ауфлес                                               | Лижні гонки         | 10 км (жінки)                  |
| Бронза | Ларс Гріні                                                 | Стрибки з трампліна | нормальний трамплін            |

## Біатлон
Чоловіки
| Дисципліна | Спортсмен      | Час       | Пенальті | Підсумковий час | Місце |
| ---------- | -------------- | --------- | -------- | --------------- | ----- |
| 20 км      | Рагнар Твейтен | 1'16:17.4 | 11       | 1'27:17.4       | 26    |
| 20 км      | Ола Вергауг    | 1'19:12.9 | 3        | 1'22:12.9       | 13    |
| 20 км      | Йон Істад      | 1'19:43.1 | 2        | 1'21:43.1       | 11    |
| 20 км      | Магнар Солберг | 1'13:45.9 | 0        | 1'13:45.9       | 1     |

Чоловіки, 4 x 7.5 км естафета
| Спортсмени                                       | Дистанція | Дистанція | Дистанція |
| Спортсмени                                       | Промахи   | Час       | Місце     |
| ------------------------------------------------ | --------- | --------- | --------- |
| Ола Вергауг Олав Йордет Магнар Солберг Йон Істад | 5         | 2'14:50.2 | 2         |

## Гірськолижний спорт
Чоловіки
| Спортсмен          | Дисципліна         | Дистанція 1 | Дистанція 1 | Дистанція 2 | Дистанція 2 | Разом   | Разом |
| Спортсмен          | Дисципліна         | Час         | Місце       | Час         | Місце       | Час     | Місце |
| ------------------ | ------------------ | ----------- | ----------- | ----------- | ----------- | ------- | ----- |
| Ото Чуді           | швидкісний спуск   |             |             |             |             | DNF     | –     |
| Лассе Гамре        | швидкісний спуск   |             |             |             |             | 2:06.93 | 34    |
| Йон Тер'є Еверланд | швидкісний спуск   |             |             |             |             | 2:05.34 | 23    |
| Б'ярне Странд      | швидкісний спуск   |             |             |             |             | 2:03.20 | 17    |
| Ото Чуді           | гігантський слалом | DNF         | –           | –           | –           | DNF     | –     |
| Б'ярне Странд      | гігантський слалом | 1:49.69     | 33          | 1:51.48     | 32          | 3:41.17 | 29    |
| Йон Тер'є Еверланд | гігантський слалом | 1:49.30     | 32          | 1:50.27     | 18          | 3:39.57 | 25    |
| Гокон Мйоен        | гігантський слалом | 1:47.63     | 23          | 1:50.71     | 21          | 3:38.34 | 19    |

Чоловіки, слалом
| Спортсмен          | Гід 1 | Гід 1 | Гід 2 | Гід 2 | Фінал | Фінал | Фінал | Фінал | Фінал   | Фінал |
| Спортсмен          | Час   | Місце | Час   | Місце | Час 1 | Місце | Час 2 | Місце | Разом   | Місце |
| ------------------ | ----- | ----- | ----- | ----- | ----- | ----- | ----- | ----- | ------- | ----- |
| Гокон Мйоен        | 52.36 | 1 QF  | –     | –     | 49.91 | 9     | DSQ   | –     | DSQ     | –     |
| Б'ярне Странд      | 54.18 | 1 QF  | –     | –     | 51.69 | 21    | 55.69 | 24    | 1:47.38 | 22    |
| Йон Тер'є Еверланд | 51.93 | 2 QF  | –     | –     | 51.51 | 18    | 53.37 | 22    | 1:44.88 | 17    |
| Лассе Гамре        | 53.33 | 2 QF  | –     | –     | 51.84 | 23    | 52.31 | 18    | 1:44.15 | 14    |

Жінки
| Спортсмен           | Дисципліна         | Дистанція 1 | Дистанція 1 | Дистанція 2 | Дистанція 2 | Разом   | Разом |
| Спортсмен           | Дисципліна         | Час         | Місце       | Час         | Місце       | Час     | Місце |
| ------------------- | ------------------ | ----------- | ----------- | ----------- | ----------- | ------- | ----- |
| Ауд Гваммен         | гігантський слалом |             |             |             |             | 2:01.30 | 28    |
| Ауд Гваммен         | слалом             | DSQ         | –           | –           | –           | DSQ     | –     |
| Дікке Егер-Бергманн | слалом             | 43.50       | 15          | DNF         | –           | DNF     | –     |

## Ковзанярський спорт
Чоловіки
| Дисципліна | Спортсмен            | Дистанція | Дистанція |
| Дисципліна | Спортсмен            | Час       | Місце     |
| ---------- | -------------------- | --------- | --------- |
| 500 м      | Йоган Лінд           | 42.3      | 29        |
| 500 м      | Руар Гронвольд       | 41.1      | 13        |
| 500 м      | Арне Гер'юауне       | 40.7      | 5         |
| 500 м      | Магне Томассен       | 40.5      | 2         |
| 1500 м     | Свейн-Ерік Стіансен  | 2:05.5    | 7         |
| 1500 м     | Бйорн Тветер         | 2:05.2    | 5         |
| 1500 м     | Магне Томассен       | 2:05.1    | 4         |
| 1500 м     | Івар Еріксен         | 2:05.0    | 2         |
| 5000 м     | Свейн-Ерік Стіансен  | 7:39.6    | 12        |
| 5000 м     | Пер Віллі Гуттормсен | 7:27.8    | 4         |
| 5000 м     | Фред Антон Маєр      | 7:22.4 WR | 1         |
| 10,000 м   | Магне Томассен       | 15:44.9   | 7         |
| 10,000 м   | Пер Віллі Гуттормсен | 15:32.6   | 4         |
| 10,000 м   | Фред Антон Маєр      | 15:23.9   | 2         |

Жінки
| Дисципліна | Спортсмен               | Дистанція | Дистанція |
| Дисципліна | Спортсмен               | Час       | Місце     |
| ---------- | ----------------------- | --------- | --------- |
| 500 м      | Лізбет Корсмо-Берг      | 47.0      | 11        |
| 500 м      | Кірсті Бєрманн          | 46.8      | 8         |
| 500 м      | Зігрід Сундбю-Дюбендаль | 46.7      | 6         |
| 1000 м     | Лізбет Корсмо-Берг      | 1:36.8    | 13        |
| 1000 м     | Кірсті Бєрманн          | 1:35.0    | 9         |
| 1000 м     | Зігрід Сундбю-Дюбендаль | 1:34.5    | 6         |
| 1500 м     | Лізбет Корсмо-Берг      | 2:30.7    | 17        |
| 1500 м     | Карі Корінг             | 2:29.9    | 14        |
| 1500 м     | Зігрід Сундбю-Дюбендаль | 2:25.2    | 4         |
| 3000 м     | Карі Корінг             | 5:20.6    | 17        |
| 3000 м     | Лізбет Корсмо-Берг      | 5:19.6    | 16        |
| 3000 м     | Зігрід Сундбю-Дюбендаль | 5:13.3    | 9         |

## Лижне двоборство
Дисципліни:
- нормальний трамплін
- лижні гонки, 15 км

| Спортсмен       | Дисципліна    | Стрибки з трампліна | Стрибки з трампліна | Стрибки з трампліна | Стрибки з трампліна | Лижні гонки | Лижні гонки | Лижні гонки | Разом  | Разом |
| Спортсмен       | Дисципліна    | Відстань 1          | Відстань 2          | Бали                | Місце               | Час         | Бали        | Місце       | Бали   | Місце |
| --------------- | ------------- | ------------------- | ------------------- | ------------------- | ------------------- | ----------- | ----------- | ----------- | ------ | ----- |
| Коре Олав Берг  | індивідуальні | 69.0                | 70.0                | 204.4               | 15                  | 53:57.8     | 171.20      | 34          | 375.60 | 28    |
| Г'єрт Андерсен  | індивідуальні | 72.5                | 72.5                | 221.2               | 7                   | 1'00:28.3   | 102.49      | 41          | 323.69 | 40    |
| Міккель Доблоуг | індивідуальні | 69.0                | 68.0                | 192.4               | 26                  | 51:55.8     | 194.82      | 21          | 391.90 | 19    |
| Маркус Свендсен | індивідуальні | 71.0                | 72.0                | 210.8               | 12                  | 54:19.4     | 167.05      | 35          | 377.85 | 27    |

## Лижні гонки
Чоловіки
| Дисципліна | Спортсмен          | Відстань  | Відстань |
| Дисципліна | Спортсмен          | Час       | Місце    |
| ---------- | ------------------ | --------- | -------- |
| 15 км      | Рейдар Г'єрмстад   | 50:25.7   | 17       |
| 15 км      | Одд Мартінсен      | 48:59.3   | 8        |
| 15 км      | Пол Тюлдум         | 48:42.0   | 7        |
| 15 км      | Гаральд Гроннінген | 47:54.2   | 1        |
| 30 км      | Г'єрмунд Егген     | 1'43:29.6 | 34       |
| 30 км      | Гаральд Гроннінген | 1'38:26.7 | 13       |
| 30 км      | Лорнс Ск'ємстад    | 1'37:53.4 | 11       |
| 30 км      | Одд Мартінсен      | 1'36:28.9 | 2        |
| 50 км      | Одд Мартінсен      | 2'33:51.4 | 18       |
| 50 км      | Рейдар Г'єрмстад   | 2'31:01.8 | 8        |
| 50 км      | Пол Тюлдум         | 2'29:26.7 | 4        |
| 50 км      | Уле Еллефсетер     | 2'28:45.8 | 1        |

Чоловіки, 4 × 10 км естафета
| Спортсмени                                                 | Відстань  | Відстань |
| Спортсмени                                                 | Час       | Місце    |
| ---------------------------------------------------------- | --------- | -------- |
| Одд Мартінсен Пол Тюлдум Гаральд Гроннінген Уле Еллефсетер | 2'08:33.5 | 1        |

Жінки
| Дисципліна | Спортсмен              | Відстань | Відстань |
| Дисципліна | Спортсмен              | Час      | Місце    |
| ---------- | ---------------------- | -------- | -------- |
| 5 км       | Тоне Дале              | 18:09.1  | 28       |
| 5 км       | Баббен Енгер-Дамон     | 17:43.3  | 21       |
| 5 км       | Беріт Мордре-Ламмедаль | 17:11.9  | 10       |
| 5 км       | Інгер Ауфлес           | 16:58.1  | 7        |
| 10 км      | Катаріна Мо-Берге      | 39:35.4  | 17       |
| 10 км      | Баббен Енгер-Дамон     | 38:54.4  | 8        |
| 10 км      | Інгер Ауфлес           | 37:59.9  | 3        |
| 10 км      | Беріт Мордре-Ламмедаль | 37:54.6  | 2        |

Жінки, 3 × 5 км естафета
| Спортсмени                                             | Відстань | Відстань |
| Спортсмени                                             | Час      | Місце    |
| ------------------------------------------------------ | -------- | -------- |
| Інгер Ауфлес Баббен Енгер-Дамон Беріт Мордре-Ламмедаль | 57:30.0  | 1        |

## Санний спорт
Чоловіки, одниночні
| Спортсмен          | Спуск 1 | Спуск 1 | Спуск 2 | Спуск 2 | Спуск 3 | Спуск 3 | Разом   | Разом |
| Спортсмен          | Час     | Місце   | Час     | Місце   | Час     | Місце   | Час     | Місце |
| ------------------ | ------- | ------- | ------- | ------- | ------- | ------- | ------- | ----- |
| Рольф Грегер Стром | 59.04   | 22      | 59.28   | 21      | 58.67   | 15      | 2:56.99 | 19    |
| Ян-Аксель Стром    | 58.84   | 18      | 59.26   | 20      | 59.04   | 20      | 2:57.14 | 21    |

## Стрибки з трампліна
| Спортсмен        | Дисципліна          | Стрибок 1 | Стрибок 1 | Стрибок 2 | Стрибок 2 | Разом | Разом |
| Спортсмен        | Дисципліна          | Відстань  | Бали      | Відстань  | Бали      | Бали  | Місце |
| ---------------- | ------------------- | --------- | --------- | --------- | --------- | ----- | ----- |
| Ян Олаф Роалдсед | нормальний трамплін | 73.0      | 99.6      | 73.0      | 98.1      | 197.7 | 21    |
| Йо Інге Бйорнебю | нормальний трамплін | 73.5      | 101.4     | 67.0      | 89.0      | 190.4 | 31    |
| Ларс Гріні       | нормальний трамплін | 74.5      | 104.5     | 73.0      | 101.6     | 206.1 | 13    |
| Бйорн Віркола    | нормальний трамплін | 76.5      | 108.7     | 72.5      | 103.3     | 212.0 | 4     |
| Бйорн Віркола    | великий трамплін    | 93.0      | 102.1     | 87.0      | 87.2      | 189.3 | 23    |
| Бент Томтум      | великий трамплін    | 98.5      | 108.3     | 95.0      | 103.9     | 212.2 | 5     |
| Ян Олаф Роалдсед | великий трамплін    | 100.5     | 109.6     | 91.5      | 93.0      | 202.6 | 13    |
| Ларс Гріні       | великий трамплін    | 99.0      | 111.5     | 93.5      | 102.8     | 214.3 | 3     |

## Хокей
- Склад команди

- Коре Естенсен
- Свейн Гансен
- Тор Мартінсен
- Тер'є Стеен
- Одд Сюверсен
- Тор Гундерсен
- Христіан Петерсен
- Пер Ск'єрвен Олсен
- Георг Смеф'єль
- Олав Далсорен
- Арне Міккелсен
- Стейнар Бйолбакк
- Свейн Гогенсен
- Тер'є Тоен
- Бйорн Йогансен
- Родні Ріїсе
- Трюгве Бергейд

Перший раунд
Переможець проходить у фінальний турнір, програвший змагається за 9 — 14 місце
| 4 лютого 1968 | НДР | 3 : 1 (2:1, 1:0, 0:0) | Норвегія | Льодова Олімпійська Арена, Гренобль |

|                 |  |          |  |  |
| Ціше Фукс Пруза |  | Сіверсен |  |  |
|                 |  |          |  |  |
|                 |  |          |  |  |

Група B
Команди розігрують 9-14 місця:
| М  | Команда   | І | Пер | Н | Пор | ЗШ | ПШ | О  |
| -- | --------- | - | --- | - | --- | -- | -- | -- |
| 9  | Югославія | 5 | 5   | 0 | 0   | 33 | 9  | 10 |
| 10 | Японія    | 5 | 4   | 0 | 1   | 27 | 12 | 8  |
| 11 | Норвегія  | 5 | 3   | 0 | 2   | 15 | 15 | 6  |
| 12 | Румунія   | 5 | 2   | 0 | 3   | 22 | 23 | 4  |
| 13 | Австрія   | 5 | 1   | 0 | 4   | 12 | 27 | 2  |
| 14 | Франція   | 5 | 0   | 0 | 5   | 9  | 32 | 0  |

Результати матчів
 Норвегія —  Франція 4:1 (1:1, 2:0, 1:0)
 Японія —  Норвегія 4:0 (2:0, 2:0, 0:0)
 Норвегія —  Австрія 5:4 (3:1, 2:1, 0:2)
 Норвегія —  Румунія 4:3 (2:2, 1:1, 1:0)
 Югославія —  Норвегія 3:2 (1:1, 0:0, 2:1)